# Giotto Stoppino

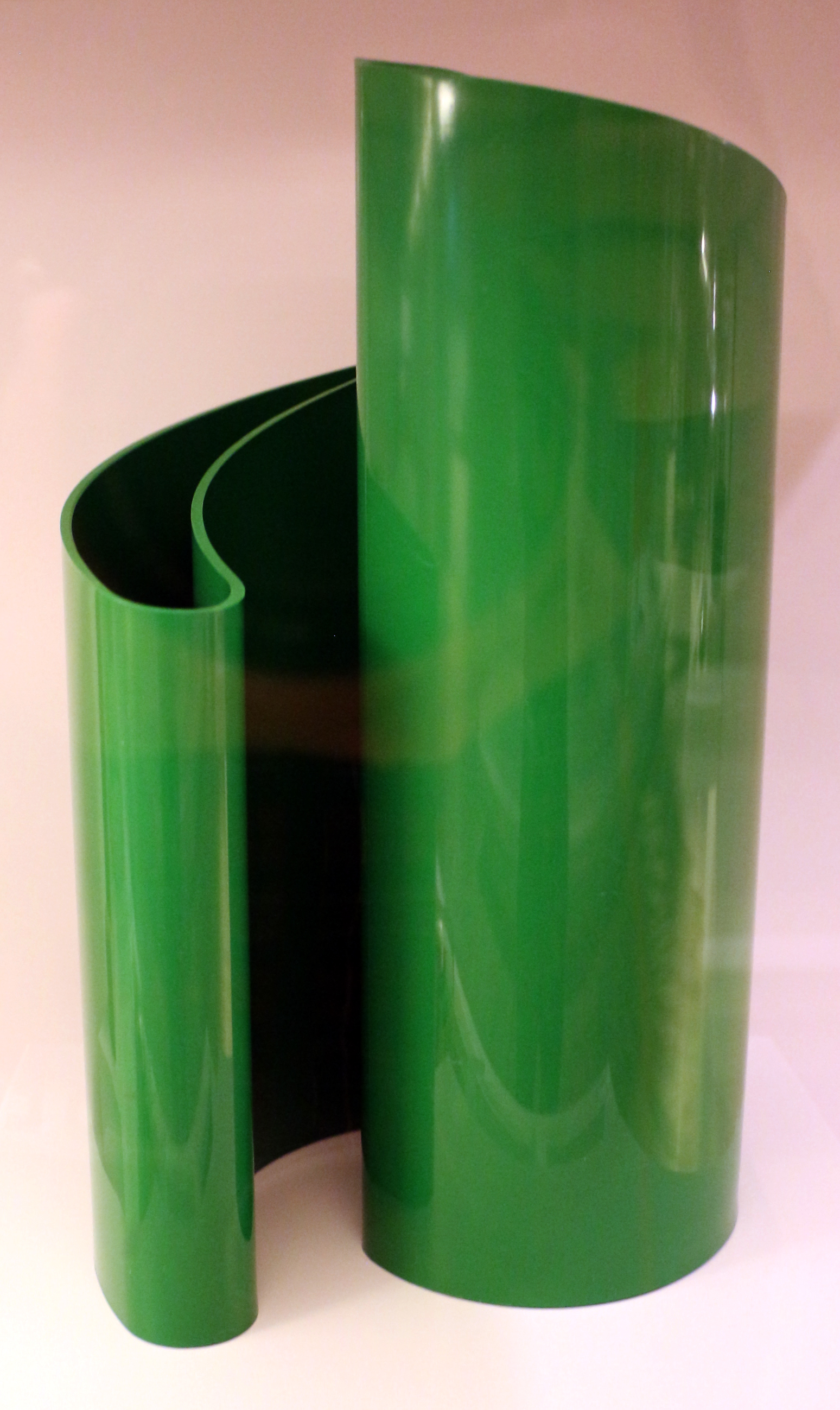
Vaso Deda, plastica, 2025

Giotto Stoppino (Vigevano, 30 aprile 1926 – Milano, 23 agosto 2011) è stato un architetto e designer italiano.

## Biografia
Allievo dell'architetto Ernesto Nathan Rogers, fra gli esponenti ispiratori del neoliberty, collaborò con gli architetti Vittorio Gregotti e Lodovico Meneghetti (Architetti Associati 1953-1968). 
Dal 1968, col suo Studio indipendente, spaziò dall'architettura all' urbanistica, fino al design: nucleo residenziale a Cameri, case d'affitto ed edificio per uffici a Novara, sede della Banca Popolare di Novara a Bra, edifici in via Palmanova, via Cassoni, Via Desiderio a Milano, edificio per abitazioni ed uffici a Lucca, la fabbrica tessile Bossi Spa a Cameri. Dal 1960 socio Associazione per il Disegno Industriale (ADI) due volte nel comitato direttivo ADI 66-68 e 71-73, fu residente Associazione per il Disegno Industriale (ADI) negli anni 82-84. Presiedeva anche il Congresso Internazionale ICSID '83 a Milano.

## Opere
- 1971 Vaso Deda, plastica
- 1982 Maniglia Alessia per Olivari

## Riconoscimenti
Ebbe due segnalazioni d'onore: Premio Compasso d'oro '60 e '70, due volte compasso d'oro '79 e '91. Stoppino è presente dal 1970 al Museum of Modern Art di New York con la lampada 537 Arteluce nella collezione permanente, mentre il mobile Sheraton è dall '81 parte della collezione permanente del Victoria and Albert Museum di Londra.  Il 12 luglio 2011 ha ottenuto il Compasso d'Oro alla carriera in occasione della XXII edizione del premio.